# Atzingo, Puebla
Atzingo är en ort i Mexiko.   Den ligger i kommunen Zacatlán och delstaten Puebla, i den sydöstra delen av landet, 140 km nordost om huvudstaden Mexico City. Atzingo ligger 2 154 meter över havet och antalet invånare är 3 336.
Terrängen runt Atzingo är huvudsakligen kuperad, men norrut är den bergig. Terrängen runt Atzingo sluttar österut. Runt Atzingo är det ganska tätbefolkat, med 96 invånare per kvadratkilometer. Närmaste större samhälle är Zacatlán, 5,0 km söder om Atzingo. I omgivningarna runt Atzingo växer i huvudsak blandskog.